# Nadus overlaeti
Nadus overlaeti är en insektsart som först beskrevs av Navás 1931.  Nadus overlaeti ingår i släktet Nadus och familjen myrlejonsländor. Inga underarter finns listade i Catalogue of Life.